# Ústav soudního lékařství v Paříži
Ústav soudního lékařství v Paříži (Institut médico-légal de Paris) je lékařský ústav a bývalá městská márnice v Paříži. Sídlí na náměstí Place Mazas podél nábřeží Quai de la Rapée ve 12. obvodu. Je součástí Policejní prefektury v Paříži.

## Úkoly ústavu
Ústav přijímá těla zesnulých v následujících případech:
- úmrtí na veřejných komunikacích, při nehodách i jiným způsobem
- úmrtí v důsledku trestného činu nebo při podezření na jeho spáchání
- neidentifikovaná těla
- na žádost rodiny nebo kvůli zajištění veřejného zdraví

Na žádost státních zástupců provádí pitvy a vyšetření patologem.

## Historie
V roce 1868 nechal baron Haussmann vystavět márnici na východním cípu ostrova Cité. Budova připomínala řecký chrám a nacházela se v prostoru dnešního náměstí Square de l'Île-de-France.
Těla k identifikaci (včetně obětí utonutí) byla vždy po tři dny vystavena na 12 deskách z černého mramoru v místnosti oddělené od veřejnosti oknem, což z budovy činilo ve své době jedno z nejpopulárnějších míst ve městě.
V roce 1914 se márnice přeměnila na Ústav soudního lékařství a přesídlila na pravý břeh Seiny do cihlového domu, který navrhl architekt Albert Tournaire (1862–1958), jehož jméno nese nedaleké náměstí.